# Dio Brando
Dio Brando (japonês: ディオ・ブランドー, Hepburn: Dio Burandō) é um personagem ficcional da série japonesa de mangá e anime JoJo's Bizarre Adventure, escrita e ilustrada por Hirohiko Araki. Ele é o principal antagonista de Phantom Blood, aparecendo pela primeira vez no capítulo "Dio, o Invasor" (侵略者ディオ, Shinryakusha Dio), que foi publicado na  Weekly Shōnen Jump em 1987. Algum tempo depois, faz seu retorno em Stardust Crusaders, terceiro arco da história. Sendo chamado apenas por DIO, agora ele é um poderoso vampiro e usuário do Stand chamado The World, cuja habilidade permite parar o tempo por 5 segundos, e logo depois conseguindo parar o tempo por 9 segundos após absorver o sangue de Joseph Joestar conseguindo ficar com 100% do corpo de Jonathan Joestar.

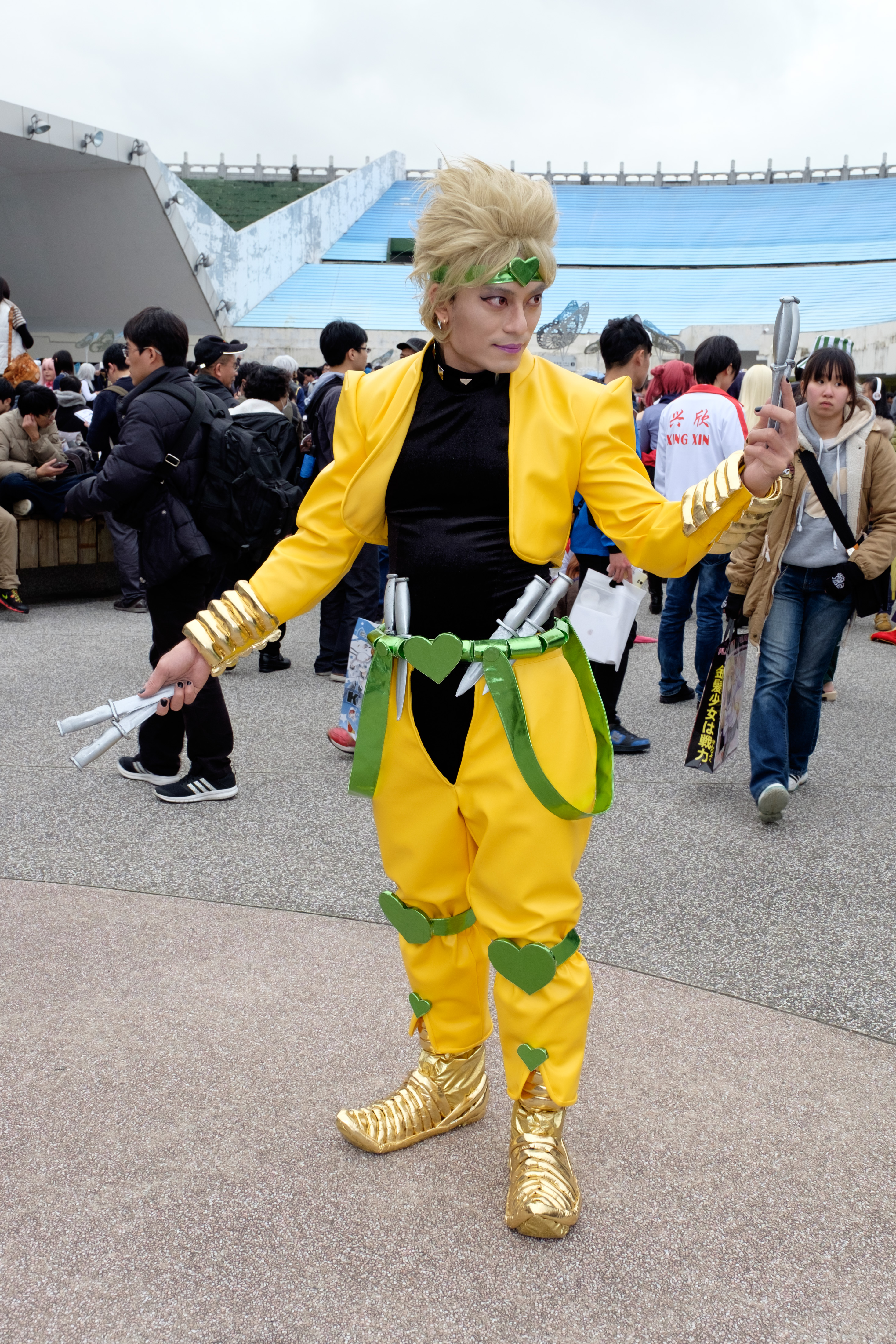
Cosplay de Dio em convenção.

De origem pobre, filho de um alcoólatra abusivo, Dio possui em si uma enorme inimizade perante a todos ao seu redor, e sua principal característica é a abundante ambição e desejo pelo poder, não se importando com os custos e tampouco com os meios de alcançá-lo. Em Steel Ball Run, sétimo arco que se passa num universo alternativo, o vilão Diego Brando (ディエゴ・ブランドー, Diego Burandō) é sua contraparte, possuindo varias semelhanças ao personagem original sendo que uma versão de Diego Brando consegue o The World.

## História

### Phantom Blood
Dio Brando nasceu na Inglaterra no século XIX. Filho de Dario Brando, um alcóolatra abusivo, Dio se torna o irmão adotivo de Jonathan Joestar após George Joestar cumprir com uma promessa que fez a Dario anos atrás. Ao entrar na propriedade Joestar depois que seu pai morreu, Dio não perdeu tempo agindo como um cavalheiro nobre enquanto atormentava a vida de seu irmão Jonathan, transformando-a em um verdadeiro inferno, o que incluiu abusar e depois matar incinerado o cachorro de Jonathan, Danny. Dio subestimou a ira de Jonathan por beijar à força sua amada Erina Pendleton e depois disso dar um tapa no rosto dela, e depois disso passa os próximos sete anos fingindo ser amigo de Jonathan antes de executar seu plano para roubar a fortuna dos Joestar, envenenando George com o mesmo veneno que ele usou para matar seu pai, Dario. Quando Jonathan suspeita de suas atitudes e investiga em busca de provas para incriminá-lo, Dio planeja usar uma antiga máscara asteca de pedra para assassinar Jonathan.
No entanto, Dio descobre que a máscara transforma o usuário em um vampiro quando exposta ao sangue, e a usa em si mesmo quando seu esquema é descoberto. Aparentemente morto após Jonathan empala-lo em uma estátua de pedra e o abandonar na mansão Joestar em chamas, Dio sobrevive e começa um ataque à pequena vila britânica de Windknight's Lot, acumulando mais seguidores para sua causa. Jonathan é procurado por Will A. Zeppeli, um mestre de uma antiga arte marcial chamada Hamon, uma habilidade que vem da respiração, além disso única fraqueza dos vampiros para matá-los além do sol. Enquanto ele ensina Jonathan a ter um domínio dessa habilidade, Dio envia outros vampiros e zumbis em sua perseguição para matá-lo, para que enfim ele possa dominar o mundo e botar um fim a linhagem dos Joestars.
Jonathan aparentemente o mata mais uma vez, porém a cabeça de Dio sobrevive. Com a ajuda de seu servo, o chinês Wang Chan, Dio se infiltra secretamente em cruzeiro marítimo e ataca Jonathan, no momento em que este estava em lua-de-mel com sua recém-esposa Erina, na tentativa de reivindicar o corpo de seu inimigo para si. Apesar de ter sua garganta fatalmente perfurada por Dio, Jonathan é capaz de usar o Hamon pela última vez para sobrecarregar os motores da embarcação, com Dio aparentemente sendo morto em meio a explosão resultante. Grávida, Erina consegue escapar da tragédia ilesa com uma menina órfã.

### Stardust Crusaders
No fundo do mar, Dio juntou sua cabeça decapitada ao corpo morto de Jonathan Joestar (dando para Dio a mesma marca de nascença que os Joestars possuem no pescoço). O caixão de Dio é recuperado por pescadores que são aparentemente mortos logo quando o despertam de seu repousar. Quando acorda, percebe que está no ano de 1983. Depois de um tempo que retorna a terra firme, ele desenvolve um stand (um tipo de projeção espiritual de sua alma), lhe dando habilidades novas imensamente poderosas acima dos poderes vampíricos dele. Na maior parte da série 3, Dio está fora de cena e só aparece nas sombras, e a pergunta que ronda a série é: O que o stand “The World” pode fazer?…
Na série 3, muitas das habilidades vampíricas de Dio não aparecem, entretanto ele exibe uma habilidade nova descrita como "implante maligno”; parasitas gerados do cabelo dele que se prendem na cabeça da vítima e fazem uma lavagem cerebral na pessoa. O stand de Dio – “The World” – tem um poder que rivaliza o Star Platinum de Jotaro Kujo (descendente direto de seu rival Jonathan Joestar), pois ambos stands possuem grande força e velocidade, porém o stand de Dio pode parar o tempo, dando a impressão que Dio se teletransporta numa velocidade impossível de ser alcançado. A ambição de Dio é criar um mundo perfeito para ele e os seus servos. No fundo, ele busca sugar o sangue de alguém da linhagem dos Joestars,que fará com que o corpo de Jonathan o aceite melhor e assim terá maior controle do “The World”. Uma vez que ele fizer isto, os poderes dele aumentarão gradualmente, até que ele possa parar tempo por quanto tempo ele quiser.
No começo do arco Dio’s World, Dio luta contra Kakyoin Noriaki e Joseph Joestar principalmente. Kakyoin consegue prender Dio em uma barreira usando seu stand, porém Dio usa o “The World” para parar tempo, escapar da barreira sem nenhuma dificuldade e acabar com Kakyoin. Antes de ser derrotado, Kakyoin deduz a habilidade de parar o tempo de “The World” e usa sua força para dar à Joseph uma mensagem. Joseph entende a mensagem e antes que possa ser derrotado por Dio, a explica ao seu neto Jotaro.
Depois de uma longa batalha entre Dio e Jotaro, Jotaro descobre a própria habilidade de parar o tempo, pouco antes que Dio o esmague com um Rolo Compressor, porém Jotaro paralisando o tempo escapa do golpe e ataca Dio. Quando os dois se preparam para dar o golpe final um no outro Jotaro se mostra superior e derrota Dio de uma vez por todas.
Depois do fim da luta, Jotaro e os médicos da Fundação Speedwagon (Uma organização leal à família Joestar) usam o sangue de Dio para ressuscitar a Joseph. Antes de voltarem para casa eles deixam os restos mortais de Dio para se decomporem no deserto do Saara, botando um fim definitivamente no eterno rival da família Joestar.

## Personalidade
Dio é aparentemente calmo, inteligente, bem-educado, observador e de muita classe a primeira vista; mas com o tempo ele se mostra uma pessoa extremamente falsa e traiçoeira. Revelando ser uma pessoa extremamente dissimulada.
A natureza traiçoeira, sádica de Dio Brando pode ser explicada parcialmente pela educação abusiva que ele teve com Dario Brando: um pai alcoólico quem ele matou depois de envenená-lo por um longo tempo. Ele também é ambicioso, narcisista, arrogante e megalomaníaco. Ele fará qualquer coisa que puder para conseguir aquilo que quer, até mesmo pisar em cima de qualquer pessoa, como ele fez a Jonathan Joestar quando eles eram jovens: renunciando a humanidade dele a favor de se tornar um vampiro.
Porém, Dio não é completamente mau. Ele mostra um lado bom as pessoas que são boas e leais a ele. Em particular, ele mostrou atitudes favoráveis para com Vanilla Ice e Enrico Pucci, que também demonstraram lealdade em troca. Dio também tem uma paixão por ler, como foi mostrado durante a série 3, em sua biblioteca no Egito, e também nos Games onde "Shadow Dio" (nome dado a uma forma alternativa, baseada na aparência de Dio nesta parte antes de ser totalmente revelado) lê um livro e toma um pouco de vinho quando ganha a luta.

## Aparência
Parte 1: Dio é alto, loiro e com um corpo bem definido, usa roupas bonitas e é bem elegante. Após utilizar a máscara de pedra seus olhos passam a ficar vermelhos.
Parte 3 & "Forma Furiosa": Com o corpo de Jonathan Joestar, ele aparece musculoso, vestido com uma calça e jaqueta amarelas, joelheiras e tiara em formato de coração e brincos na orelhas (nas primeiras aparições da parte 3 até os últimos capítulos/episódios, seu rosto não é mostrado).
Vemos tambem que ele aumenta suas capacidades fisicas apenas sugando o sangue de joestar (e de outros humanos tambem).
Após sugar o sangue de Joseph Joestar (Antigo JoJo Da Parte 2), Dio fica ainda mais musculoso, com os cabelos arrepiados, lábios inexplicavelmente mudam de cor para verde e com um olhar psicótico (seus poderes também aumentam nessa forma). Essa aparência aparece na última metade do arco Dio's World.

## Técnicas e Stand
Após conseguir ativar a máscara de pedra Dio Brando consegue habilidades semelhante a de um vampiro.
As habilidades aparentemente sobrenaturais dele são semelhantes aos poderes míticos dos deuses Maias. Ele pode caminhar entre paredes, e regenerar o próprio corpo mais rápido que fogo pode consumi-lo. Ele pode pressurizar líquido nos globos oculares dele e então criar pequenas aberturas nas pupílas, eventuamente criando dois jatos fluídos efetivamente poderosos que podem quebrar rochas e matar coisas vivas. Ele também pode vaporizar o fluído de corpo dele rapido o bastante para gelar qualquer coisa tocar. Como todos os vampiros do mangá JoJo, Dio suga o sangue de suas vítimas, por tentáculos em seus dedos.
No entanto, estas habilidades lhe custam sua força vital, pois tudo que matém seu corpo vivo é apenas força de vontade. O ponto fraco de Dio são forças vitais extremamente poderosas com a luz do sol e a habilidade hamon.

### Stand:The World
The World (ザ・ワールド ZA WARUDO), é o stand de DIO. E é a mesma stand que o Star Platinum de Jotaro, é um stand com uma força fenomenal, sentidos e estamina - e é também mais rápido e que o Stand de jotaro. Sua principal habilidade é a de parar o tempo.
Na parte 6 é revelado que ele quis usar o seu stand para criar um mundo perfeito para ele e seus subordinados. Ele recrutou Enrico Pucci como a "consciência viva" dele, no caso de ele enlouquecer e estar "fora de controle".
- Assim como muitos stands na parte 3 do mangá, o nome do seu stand "The World", é por causa da carta de tarô "O Mundo", pois a carta representa contentamento, satisfação, prosperidade e etc.

- Não mencionado na parte 3, DIO conseguiu o stand ''The World'' pelo poder da flecha.

## Diego "Dio" Brando (Steel Ball Run)
Diego Brando (ディエゴ・ブランドー Diego Burandō) é a contra-parte de Dio Brando em Steel Ball Run (JoJo’s Bizarre Adventure: parte 7), é um dos antagonistas da série e rivaliza com os protagonistas Gyro Zeppeli e Johnny Joestar. Seu stand é Scary Monsters e seu cavalo é Silver Bullet.
Embora a habilidade do stand “Made in Heaven” tenha alterado a história (No final da parte 6), Dio ainda existe em mundo novo, debaixo do nome de Diego Brando (apelidado de “Dio” por outros personagens). Ele tem a mesma idade que o "outro" Dio tinha na parte 1; fisicamente e psicologicamente ele é bem parecido com o Dio Brando “original”: É loiro, tem olhos verdes e possui o mesmo jeito galante e esnobe.
Diego Brando é um jóquei famoso na Inglaterra que está participando da Steel Ball Run, nos Estados Unidos. Ele foi criado junto com um monte de pessoas sem-teto, após sua o salvar de um afogamento quando era apenas um bebê; depois que seu talento como jóquei foi descoberto, ele foi adotado pela nobreza britânica. Apesar de ter sido criado com muito amor, ele se tornou um homem frio e sem-coração e fará tudo o que puder para vencer a Steel Ball Run, mesmo que tenha que jogar sujo.
Depois de perder a primeira fase da Steel Ball Run para Gyro Zeppeli, ele passa a considerar Gyro seu inimigo pessoal. Mais tarde, após perder a segunda rodada para Gyro novamente, ele se alia ao Presidente dos Estados Unidos, que está procurando partes para "O Santo", que garantem super-poderes para aquele que o possuí. Com isso, ele espera derrotar Gyro.

### Scary Monsters
Scary Monsters (スケアリー・モンスターズ Sukearī Monsutāsu) é o nome do stand de Diego que ele desenvolve em um certo momento da série. A partir de um certo ponto da corrida, Diego encontra Gyro e Johnny, novamente em uma vila próxima as montanhas. Ele aparentemente parece amigável, mas logo que os dois heróis relaxam, ele se transforma em um Utahraptor e ataca eles. Isso mostra que o encontro deles foi uma armadilha criada pelo Dr. Ferdinand.
O stand de Dr. Ferdinand, pode transformar seres vivos em dinossauros. Ele usa essa habilidade para criar seus "guarda-costas", em suas busca pelas partes do "Santo". Após ser derrotado, todos os membros de seu exercito voltam a se tornar humanos, porém, Diego foge com uma das partes do "Santo", que lhe permite se transformar em dinossauro quando bem entender, mesmo que não controle a transformação muito bem.
- A roupa que Diego Brando usa é semelhante a roupa que Guido Mista (personagem da parte 5 do mangá) usa. Diego usa um capacete de jóquei com as letras D.I.O. inseridas nele.
- O seu stand Scary Monsters tem seu nome baseado no álbum Scary Monsters (and Super Creeps) de 1980, do cantor David Bowie.
- O nome do seu cavalo - Silver Bullet(シルバーバレット Shirubā Baretto) - é uma possível referência a banda de rock chamada Silver Bullet Band, liderada por Bob Seger. Jorge.

## Cultura Pop
- O nome do personagem é "Dio"; "Dio" em italiano significa "Deus".
- Araki confirmou que Dio é um personagem bissexual, vendo mulheres somente como "ferramentas de reprodução" ou alimento, isso também explicaria a relação com o personagem Enrico Pucci em Stone Ocean, uma relação semelhante a um casal gay, apesar de que a sexualidade de Dio nunca é mencionada no mangá.
- Ainda se há muita duvida sobre a nacionalidade de Dio. Apesar de que em Phantom Blood ser dito que Dio é inglês, muitos acreditam que Dio é na verdade Italiano e naturalizado inglês devido ao seu nome "muito italianizado".
- Dio mais tarde aparece como um personagem jogável no jogo de Nintendo DS chamado Jump Super Stars e sua sequência Jump Ultimate Stars.
- Zephyr, Um dos vilões no jogo Castlevania: Dawn of Sorrow e Castlevania: Portrait of Ruin é baseado em Dio Brando. Ele tem a habilidade de jogar facas, e de paralisar o tempo depois de dizer: Toki yo Tomare!!!' (O tempo se congela!!!) frase que Dio diz na luta contra Kakyoin e Joseph Joestar.
- Sakuya Izayoi da série Touhou Project é praticamente uma homenagem à Dio. Seu poder principal é a manipulação do tempo - usualmente demontrado por parar ele todo. Ela usa muitas facas, e um de seus ataques especiais tem o nome de "The World".
- Em um dos capítulos do mangá Mr. Fullswing, Saruno Amakuni (O personagem principal) Ataca seu amigo com uma sequência de socos enquanto exclama "Útil, Útil, Útil, Útil, Útil" uma paródia óbvia com o ataque de Dio, onde ele rapidamente ataca o oponente enquanto grita "Muda" (inútil).

### WRYYYYYYYYYYY & Za Warudo
O famigerado grito "WRYYYYYYYY"(ウリイイイイイイ, Uriiiiiii, pronunciado ree) é um som emitido por todos os vampiros da série, por mais que os vampiros usem, o grito está sempre associado a Dio (Pois ele pronucia isso na luta contra Jotaro e no jogo para Playstation, quando executa seu golpe especial).
Um indício de possível interesse em JoJo's Bizarre Adventure ocorreu quando "WRYYYYYYYYYY" começou a circular como um Fenômeno da Internet no imageboard Futaba Channel; um vídeo em flash mostra 'homens palitos" executando os golpes dos personagens de JoJo's Bizarre (Da parte 3 e 5, pois eram as únicas partes que possuiam jogos na época). O vídeo de Dio mostra-o usando o "The World" (pronunciado "Za warudo" por causa do sotaque japonês do dublador) e congelando o tempo, atacando o oponente com facas e caindo com um rolo compressor no oponente; enquanto está em cima do rolo compressor Dio grita "WRYYYYYYYYYYYYYYYY". Isso provou ser extremamente hilário para aqueles que não estão familiarizados com a série. Outra frase popularizada pelo vídeo foi "Muda!" (que significa "inútil" traduzido do japonês) que Dio pronuncia enquanto ataca o oponente com socos.
Uma nota interessante é que na parte 5 do mangá, durante a luta contra Cioccolata, o filho de Dio e protagonista da série Giorno Giovanna grita "WRYYYYYYYYYYYYYY" (os "Y's" continuam pelas pagínas). Isso implica que o grito pode ser hereditário (apesar que Giorno não é um vampiro); além disso Giorno sempre grita "Muda!" quando ataca seus oponentes com sequências de socos.
"Kono Dio Da"
"Hinjaku Hinjaku"
"Muda Muda Muda Muda Muda Muda"
"Wryyyyyyyyyy"
"Za Warudo!"
"Toki Yo Tomare"
"Soshite toki wa ugokidasu"
"Koreda, Requiem da"
"Kono Diavolo da"
"Die, Kakyoin"